# Kiselnitrid
Kiselnitrid är en kemisk förening av kisel och kväve med formeln Si3N4.

## Historia
Kiselnitrid framställdes första gången 1857 av Henri Deville och Friedrich Wöhler, men kommersiell tillverkning startade först under 1950-talet av Union Carbide.

## Egenskaper
Kiselnitrid är ett hårt keramiskt material med låg värmeutvidgningskoefficient, hög termisk ledningsförmåga och mycket hög värmechockbeständighet. Hållfastheten är hög (i förhållande till densiteten jämförbar med stål), även vid temperaturer upp till 1900 °C. 
Till skillnad från många andra keramer är kiselnitrid duktilt. Keramen kan dock inte gjutas eftersom den sönderfaller om den upphettas över 1900 °C, vilket är långt under dess teoretiska smältpunkt. Detaljer av kiselnitrid brukar därför tillverkas genom sintring.

## Framställning
Kiselnitrid kan framställas direkt genom att reagera kisel och kväve vid temperaturer mellan 1300 och 1400 °C.
{\displaystyle {\rm {3\ Si+2\ N_{2}\rightarrow Si_{3}N_{4}}}}
Det kan också framställas genom reduktion av kiseloxid med kol i kväveatmosfär mellan 1400 och 1500 °C.
{\displaystyle {\rm {3\ SiO_{2}+6\ C+2\ N_{2}\rightarrow Si_{3}N_{4}+6\ CO}}}
För användning i halvledarkomponenter tillverkas kiselnitrid genom chemical vapor deposition av kiselhydrid eller kiselklorid och ammoniak.
{\displaystyle {\rm {3\ SiH_{4}+4\ NH_{3}\rightarrow Si_{3}N_{4}+12\ H_{2}}}}
{\displaystyle {\rm {3\ SiCl_{4}+4\ NH_{3}\rightarrow Si_{3}N_{4}+12\ HCl}}}
Kiselnitrid som även innehåller aluminium och syre kallas sialon (efter grundämnenas kemiska beteckningar Si-Al-O-N). Sialoner har egenskaper som liknar sintrad kiselnitrid. 

## Användning
Kiselnitrid används i detaljer som kräver hög hållfasthet även vid höga temperaturer och under långvarig användning, till exempel i kullager eller turbinskovlarna i en gasturbin eller ett turboaggregat. Det används också i verktyg för metallbearbetning och som isolator i halvledarkomponenter. Övriga användningsområden är deglar, rör, dynor, tätningsringar, valsar, pumpdetaljer, värmeväxlare, motorkomponenter och skärverktyg.